# Pedaria insularis
Pedaria insularis är en skalbaggsart som beskrevs av Hermann Julius Kolbe 1914. Pedaria insularis ingår i släktet Pedaria och familjen bladhorningar. Inga underarter finns listade i Catalogue of Life.